# 164 př. n. l.

## Události
povstání Judy Makabejského

## Hlavy států
- Řecko-baktrijské království – Apollodotus I. (180 – 160 př. n. l.)
- Parthská říše – Mithradatés I. (171 – 139/138 př. n. l.)
- Egypt – Ptolemaios VI. Filométor (180 – 145 př. n. l.)
- Bosporská říše – Pairisades III. (180 – 150 př. n. l.)
- Kappadokie – Ariarathes IV. (220 – 163 př. n. l.)
- Bithýnie – Prusias II. (182 – 149 př. n. l.)
- Pergamon – Eumenés II. (197 – 159 př. n. l.)
- Numidie – Masinissa (202 – 148 př. n. l.)
- Čína – Wen-ti (dynastie Západní Chan)